# Resolution 1426 des UN-Sicherheitsrates
Die Resolution 1426 des UN-Sicherheitsrats wurde am 14. Juli 2002 ohne Abstimmung angenommen.

## Inhalt
In der Resolution erklärt der Weltsicherheitsrat, dass er den Antrag der Schweizerischen Eidgenossenschaft (Schweiz) zur Aufnahme in die Vereinten Nationen (S/2002/801) geprüft hat und empfiehlt der Generalversammlung der Vereinten Nationen dem Antrag zuzustimmen.
Am 10. September 2002 nahm die Generalversammlung die Schweiz als 190. Mitgliedsstaat in die Vereinten Nationen auf.